# 派因勒韋 (奧陶加縣)
派因勒韋（英語：Pine Level）是一個位於美國阿拉巴馬州奧陶加縣的非建制地區以及普查规定居民点 。根據2010年美國人口普查，派因勒韋的人口數目有4,183人。

## 地理
派因勒韋的座標為32°35′00″N 86°28′00″W / 32.583333°N 86.466667°W，而該地最高點為海拔高度175米。